# Leatham (rivière)
La rivière Leatham  (en anglais : Leatham River) est un cours d’eau de la région de  Marlborough dans l’Île du Sud de la  Nouvelle-Zélande.

## Géographie
C’est le principal affluent de  la rivière Branch, qui est elle même un affluent du fleuve Wairau. La rivière Leatham s’écoule vers le nord dans une vallée parallèle à celle de la rivière 'Branch' pour la plus grande partie de sa longueur avant de tourner au nord-ouest pour rejoindre cette rivière à 6 km de sa confluence dans le fleuve Wairau qui est située à 40 km au sud de la ville de Richmond.